# Amblyanthus glandulosus
Amblyanthus glandulosus är en viveväxtart som beskrevs av A. Dc. Amblyanthus glandulosus ingår i släktet Amblyanthus och familjen viveväxter. Inga underarter finns listade i Catalogue of Life.